# 南港軟體園區站

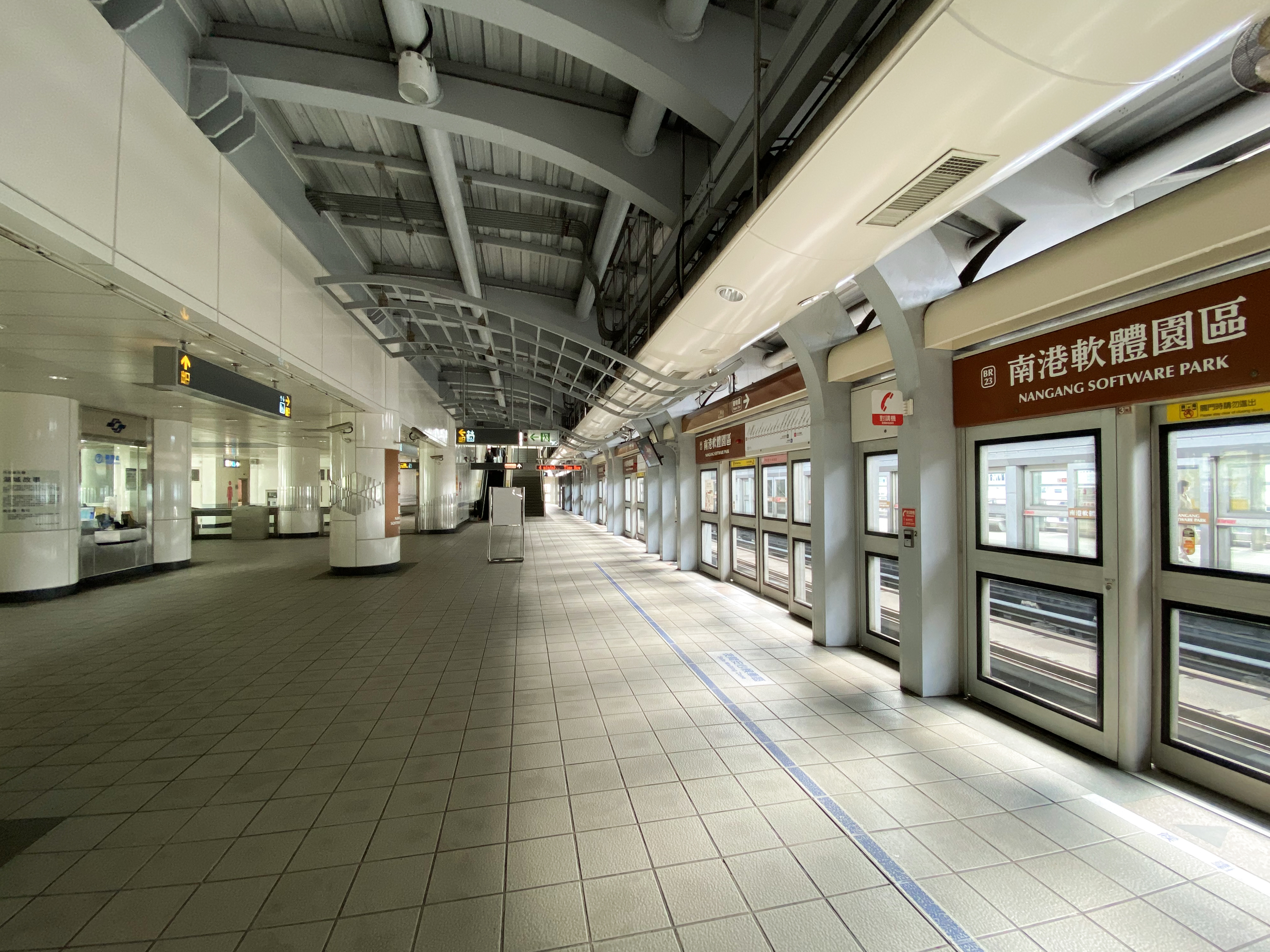
月台

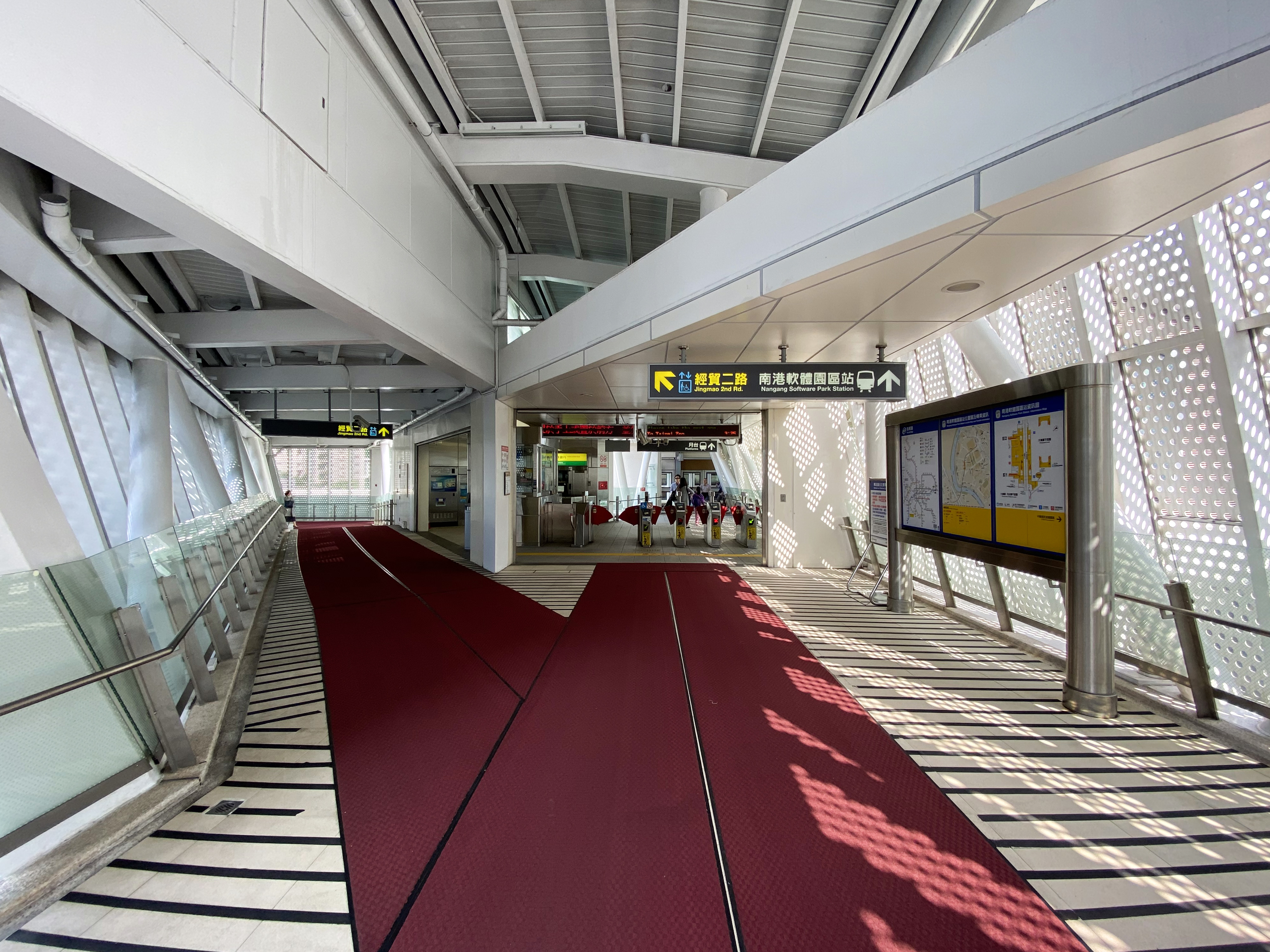
南港軟體園區站橫跨經貿二路的步行天橋

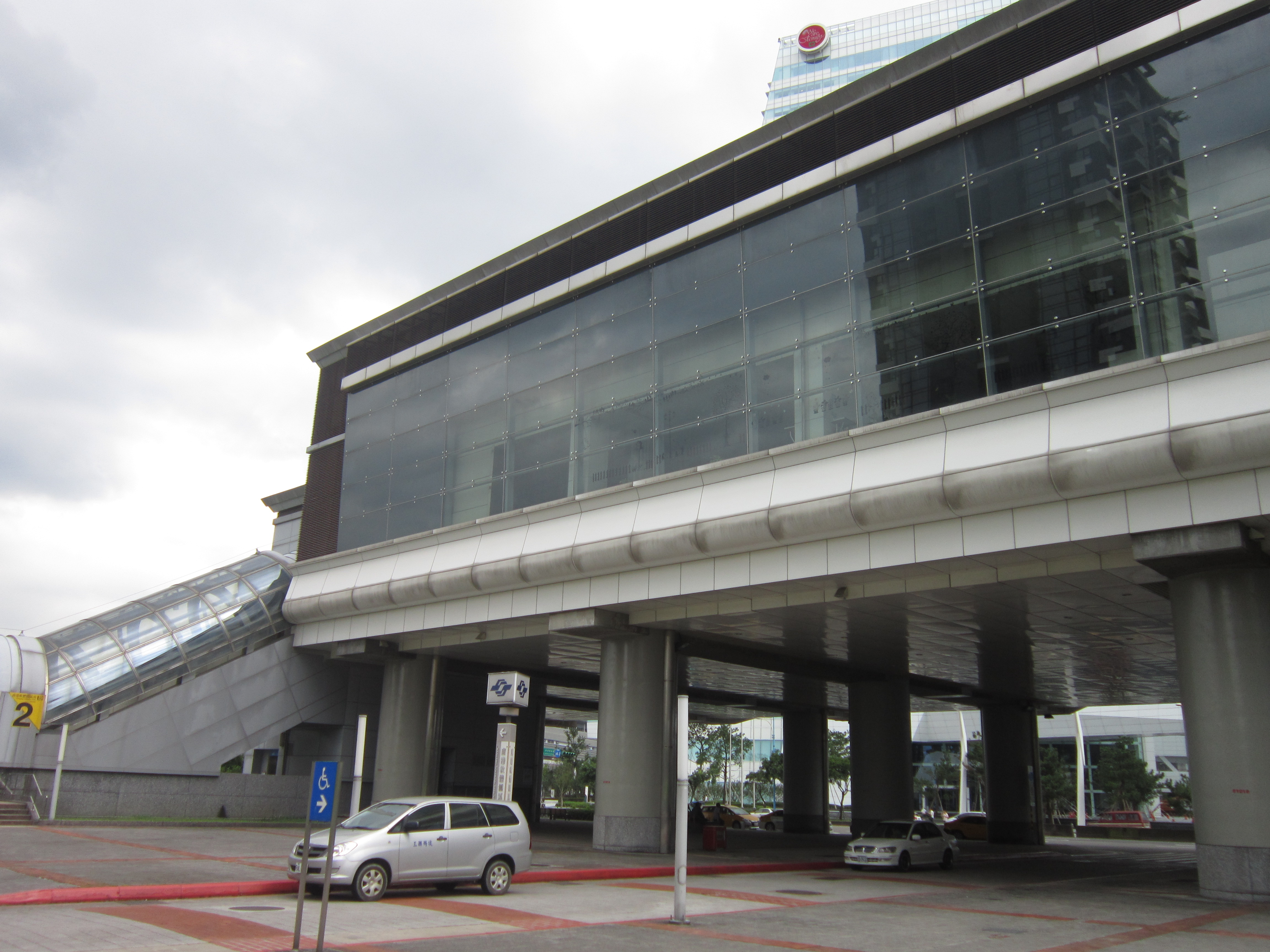
車站站體及二號出入口

南港軟體園區站位於台灣台北市南港區，為台北捷運文湖線（內湖線）的捷運車站。

## 歷史
本站於動工時稱為「經貿北站」（英文名「Nangang Business Park North」），但中華民國經濟部行文建議B11「經貿南站」應更名為「南港展覽館站」。臺北市政府捷運工程局函請南港區公所協助徵詢當地民意；南港區公所回函表示同意B11「經貿南站」站名更名為「南港展覽館站」，另本站（B10「經貿北站」）則更名為「南港軟體園區站」。
- 2009年2月22日：南港軟體園區站實質完工。
- 2009年7月4日：隨著內湖線正式通車而啟用[3]（p. 229）。
- 2009年7月28日：臺北市政府捷運工程局東區工程處處長陳耀維表示，會導致車廂漏水的文德、葫洲、南港軟體園區站，將在一個月內裝設鍍鋅排水管，徹底解決問題。
- 2014年12月2日：連通中國信託金融園區及經貿二路的天橋正式啟用。[4]

## 車站概要與構造
車站位於經貿二路旁，站名取自車站附近的南港軟體園區，車站編號為BR23。
高架二層車站，兩個側式月台，兩個出入口。

### 車站樓層
| 地上 三樓                                                | 連通層                                     | 月台連絡天橋、機房設施空間 |
| 地上 二樓                                                |                                            |                            |
| 側式月台，右側開門                                       |                                            |                            |
| 一月台                                                   | ← 文湖線 往終點站方向（BR24 南港展覽館站） |                            |
| 二月台                                                   | 文湖線 往動物園方向（BR22 東湖站）→        |                            |
| 側式月台，右側開門                                       |                                            |                            |
| 大廳層                                                   |                                            |                            |
| 車站大廳（2號月台）、詢問處 洗手間、自動售票機、驗票閘門 |                                            |                            |

| 地面 | 出入口 | 出入口 |

### 車站出口
出口1位於車站西端，出口2位於車站東端，所有出口均設有無障礙電梯。
| 出入口                                  | 圖片 | 位置                                                                 |
| --------------------------------------- | ---- | -------------------------------------------------------------------- |
| 出入口1                                 |      | 南港軟體園區（經貿二路北側）                                         |
| 出入口2                                 |      | 經貿一路（經貿二路北側）                                             |
| 往中信金融園區出口                      |      | 設置有驗票閘口，並有跨越經貿二路的步行天橋，直接連通中信金融園區大樓 |
| 註： 設有手扶梯\|設有無障礙電梯往返地面 |      |                                                                      |

## 利用狀況
南港軟體園區站初通車時原業務清淡，每日平均僅不到一千人次利用，成為全台灣最冷清的捷運站；但2014年中國信託金融園區啟用之後，每日平均12,425人次（2024年12月資料），成長率為157.52，成為台北捷運中平均使用人次成長最快速的車站。
| 年   | 年間      | 年間      | 年間      | 年間  | 單日平均 | 單日平均 |
| 年   | 上車      | 下車      | 上下車計  | 來源  | 上車     | 上下車   |
| ---- | --------- | --------- | --------- | ----- | -------- | -------- |
| 2009 | 69,111    | 66,682    | 135,793   | [ 5 ] | 382      | 750      |
| 2010 | 189,316   | 186,585   | 375,901   | [ 5 ] | 519      | 1,030    |
| 2011 | 308,163   | 312,792   | 620,955   | [ 5 ] | 844      | 1,701    |
| 2012 | 340,705   | 346,471   | 687,176   | [ 5 ] | 931      | 1,878    |
| 2013 | 391,248   | 398,057   | 789,305   | [ 5 ] | 1,072    | 2,162    |
| 2014 | 495,743   | 501,588   | 997,331   | [ 5 ] | 1,358    | 2,732    |
| 2015 | 1,200,524 | 1,153,195 | 2,353,719 | [ 5 ] | 3,289    | 6,449    |
| 2016 | 1,448,211 | 1,370,876 | 2,819,087 | [ 5 ] | 3,957    | 7,702    |
| 2017 | 1,579,081 | 1,492,308 | 3,071,389 | [ 5 ] | 4,326    | 8,415    |
| 2018 | 1,676,622 | 1,588,439 | 3,265,061 | [ 5 ] | 4,593    | 8,945    |
| 2019 | 1,808,454 | 1,727,473 | 3,535,927 | [ 5 ] | 4,955    | 9,687    |

## 公車資訊
| 編號       | 經營業者          | 區間                         | 備註      |
| ---------- | ----------------- | ---------------------------- | --------- |
| 951        | 指南客運 中興巴士 | 汐止－新店                   |           |
| 棕19       | 東南客運          | 捷運大湖公園站-捷運昆陽站    |           |
| 藍51       | 東南客運          | 捷運昆陽站－安泰里           |           |
| 市民小巴15 | 大南汽車          | 捷運昆陽站－捷運南港展覽館站 |           |
| 跳蛙公車   | 淡水客運          | 淡水－南港車站               | 經國道1號 |

## 車站周邊
| |                                                                                            |
| - 南港軟體園區 - 台北捷運內湖機廠 - 台北市政府捷運工程局東區工程處 - 臺北市公共自行車租賃系統 - 捷運南港軟體園區站（1號出口） - 捷運南港軟體園區站（2號出口） - 中國信託金融園區 - 京石隱大廈 - 大同明日世界明日館 - 長虹菁英大廈 | - 中華潛水推廣協會 - 港後公園 - 國達興業 - 世界館一座 - 日升月恆 - 經貿公園 - LaLaport南港 |

## 腳註

### 來源資料
1. ↑   (新闻稿). 台北捷運. 2016-04-11  [2016-04-11]. （原始内容存档于2016-04-11） （中文（臺灣））.
2. 1 2  . 臺北大眾捷運股份有限公司. 2021-01-15.
3. ↑  徐榮崇. . 臺北市文獻委員會. 2015年12月  [2020-01-05]. ISBN 9789860469875. （原始内容存档于2020-12-07）. 國家圖書館
4. ↑  南港軟體園區新設天橋連通捷運站 即日起正式啟用[永久]
5. ↑  臺北捷運公司. . 2019-02-26  [2019-06-29]. （原始内容存档于2020-11-28）. 臺北市統計資料庫查詢系統

## 外部連結
- 臺北大眾捷運股份有限公司（页面存档备份，存于）
- 臺北市政府捷運工程局（页面存档备份，存于）
- 南港軟體園區站位置圖（台北捷運公司）（页面存档备份，存于）
- 南港軟體園區站車站剖面相關位置圖（台北捷運公司）（页面存档备份，存于）